# Stazione di Shin-Inokuchi
La stazione di Shin-Inokuchi (新井口?, Shin-Inokuchi-eki) è una stazione ferroviaria situata nel quartiere di Nishi-ku della città di Hiroshima, nella prefettura omonima in Giappone. Si trova lungo la linea principale Sanyō della JR West e fa parte dell'area urbana di Hiroshima.

## Linee e servizi
JR West
■ Linea principale Sanyō

## Caratteristiche
La stazione è dotata di due marciapiedi laterali con due binari in superficie in grado di accogliere treni a otto casse. La stazione supporta la bigliettazione elettronica ICOCA ed è dotata di tornelli di accesso.
| 1 | ■ Linea principale Sanyō | per Miyajimaguchi, Iwakuni e Tokuyama |
| 2 | Binario di servizio      |                                       |
| 3 | ■ Linea principale Sanyō | per Hiroshima e Mihara                |

## Stazioni adiacenti
| «                      | Servizio                    | »                      |
| Linea principale Sanyō | Linea principale Sanyō      | Linea principale Sanyō |
| ---------------------- | --------------------------- | ---------------------- |
| Nishi-Hiroshima        | Locale Rapido Tsūkin Liner1 | Itsukaichi             |

- 1: Solo in direzione Hiroshima